# Nat Pendleton
Pour les articles homonymes, voir Pendleton.
Nat Pendleton est un acteur américain, de son nom complet Nathaniel Greene Pendleton, né à Davenport (Iowa, États-Unis) le 9 août 1895, mort à San Diego (Californie, États-Unis) le 12 octobre 1967.

## Biographie
Ancien lutteur professionnel (il gagne une médaille d'argent aux Jeux olympiques de 1920, en lutte libre, catégorie poids lourds), Nat Pendleton débute au cinéma en 1924 et interprète à plusieurs reprises des rôles d'athlète — comme celui du Grand Sandow, un de ses plus connus, dans Le Grand Ziegfeld (1936) —. En tout, il participe à cent-douze films américains (dont seulement trois muets), jusqu'en 1947. Il est également connu pour son rôle récurrent de l'ambulancier Joe Wayman, de 1938 à 1943, dans neuf films de la série cinématographique consacrée aux docteurs Kildare et Gillespie (ainsi, On demande le docteur Kildare en 1939). En outre, expérience unique, il est scénariste (et interprète) d'un film en 1932.
Au théâtre, il joue à Broadway (New York) dans trois pièces, entre 1925 et 1929.

## Palmarès sportif
- Jeux olympiques
  -  Médaille d'argent de lutte libre en catégorie poids lourds aux Jeux olympiques d'été de 1920 à Anvers.

## Filmographie
Comme acteur, sauf mention complémentaire

### Années 1910
- 1913 : Le Désastre (The Battle of Gettysburg) de Thomas H. Ince et Charles Giblyn (non confirmé)

### Années 1920
- 1924 : The Hoosier Schoolmaster (en) d'Oliver L. Sellers
- 1924 : Monsieur Beaucaire (titre original) de Sidney Olcott
- 1926 : Let's get married de Gregory La Cava
- 1929 : The Laughing Lady (en) de Victor Schertzinger

### Années 1930
- 1930 : Crazy House de Jack Cummings
- 1930 : La Grande Mare (The Big Pond) d'Hobart Henley
- 1930 : Le Dernier des Duane (The Last of the Duanes) d'Alfred L. Werker
- 1930 : Le Loup des mers (The Sea Wolf) d'Alfred Santell
- 1931 : Le Corsaire de l'Atlantique (Seas Beneath) de John Ford
- 1931 : Le Siffleur tragique (Fair Warning) de Alfred L. Werker
- 1931 : Mr. Lemon of Orange de John G. Blystone
- 1931 : The Star Witness de William A. Wellman
- 1931 : The Spirit of Notre Dame (en) de Russell Mack
- 1931 : The Ruling Voice de Rowland V. Lee
- 1931 : Blonde Crazy de Roy Del Ruth
- 1931 : The Secret Witness (en) de Thornton Freeland
- 1931 : Manhattan Parade de Lloyd Bacon
- 1931 : The Pottsville Palooka de Leslie Pearce (court métrage)
- 1932 : Taxi! de Roy Del Ruth
- 1932 : La Bête de la cité (The Beast of the City) de Charles Brabin
- 1932 : A Fool's Advice (en) de Ralph Ceder
- 1932 : The Big Timer (en) d'Edward Buzzell
- 1932 : Play Girl de Ray Enright
- 1932 : Girl Crazy de William A. Seiter
- 1932 : La Loi ordonne (en) (State's Attorney) de George Archainbaud
- 1932 : Attorney for the Defense d'Irving Cummings
- 1932 : The Tenderfoot (en) de Ray Enright
- 1932 : By Whose Hand ? (en) de Benjamin Stoloff
- 1932 : Plumes de cheval (Horse Feathers) de Norman Z. McLeod
- 1932 : Exposure (en) de Norman Houston (en)
- 1932 : Le Meurtre de minuit (en) (The Night Club Lady) d'Irving Cummings
- 1932 : Deception (en) de Lewis Seiler (+ scénariste)
- 1932 : Le Signe de la croix (The Sign of the Cross) de Cecil B. DeMille
- 1932 : Une femme survint (Flesh) de John Ford
- 1933 : Whistling in the Dark d'Elliott Nugent et Charles Reisner
- 1933 : Le Parachutiste (Parachute Jumper) d'Alfred E. Green
- 1933 : Goldie Gets Along (en) de Malcolm St. Clair
- 1933 : Taxi Girls (Child of Manhattan) d'Edward Buzzell
- 1933 : La Sœur blanche (The White Sister) de Victor Fleming
- 1933 : La Machine infernale (en) (Infernal Machine) de Marcel Varnel
- 1933 : The Nuisance (en) de Jack Conway
- 1933 : Liliane (Baby Face) d'Alfred E. Green
- 1933 : Grande Dame d'un jour (Lady for a Day) de Frank Capra
- 1933 : Penthouse de W. S. Van Dyke
- 1933 : Je ne suis pas un ange (I'm no Angel) de Wesley Ruggles
- 1933 : Le Chef des pompiers (The Chief) de Charles Reisner
- 1933 : College Coach de William A. Wellman
- 1934 : Les Amants fugitifs (Fugitive Lovers) de Richard Boleslawski

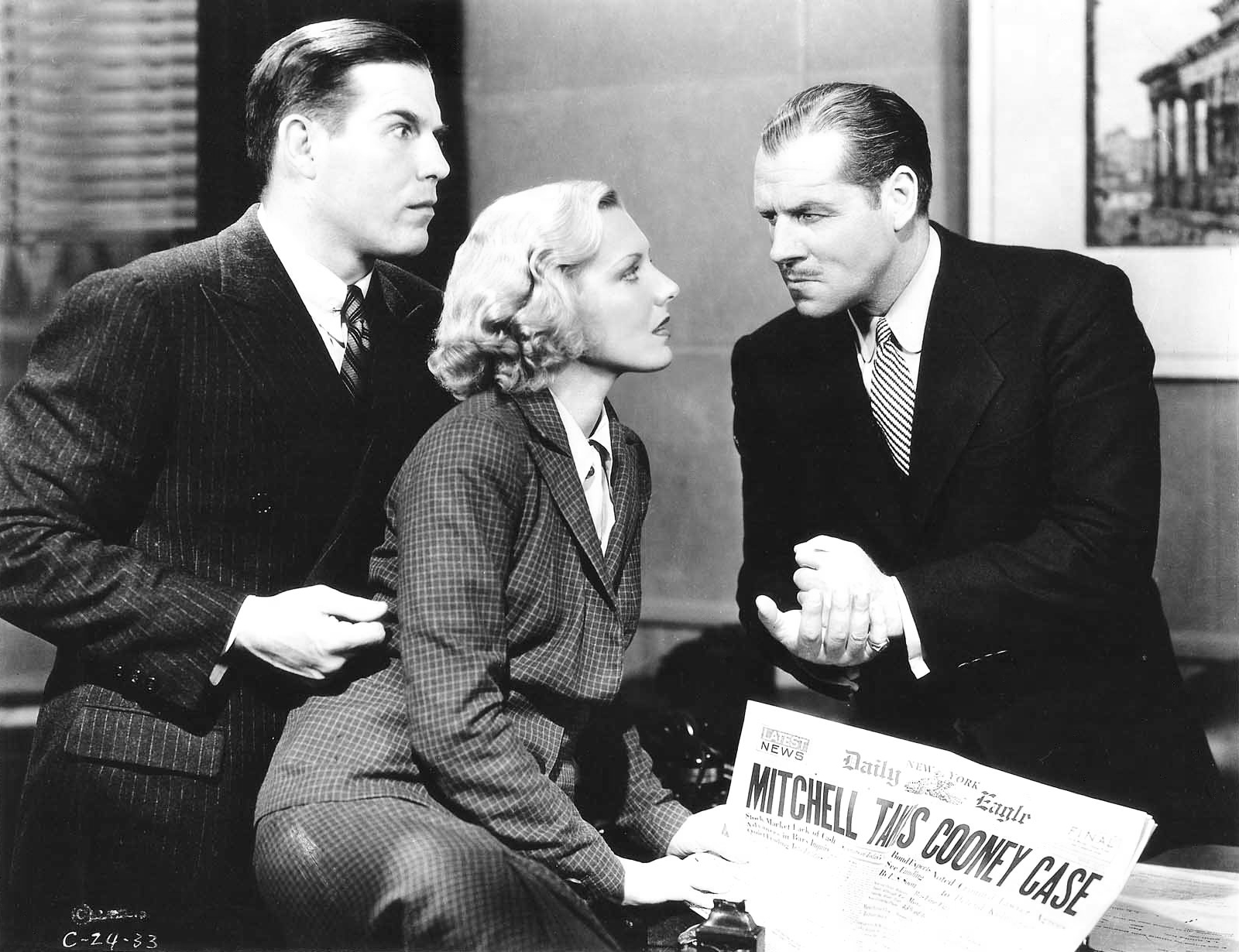
(à gauche) Dans The Defense Rests (1934)

- 1934 : L'Ennemi public n° 1 (Manhattan Melodrama) de W. S. Van Dyke et George Cukor
- 1934 : Lazy River de George B. Seitz
- 1934 : L'Introuvable (The Thin Man) de W. S. Van Dyke
- 1934 : Sing and like it de William A. Seiter
- 1934 : The Defense Rests de Lambert Hillyer
- 1934 : La Belle du Missouri (The Girl from Missouri) de Jack Conway
- 1934 : Patte de chat (The Cat's-Paw) de Sam Taylor
- 1934 : Death on the Diamond d'Edward Sedgwick
- 1934 : La Joyeuse Fiancée (The Gay Bride) de Jack Conway
- 1935 : Times Square Lady de George B. Seitz
- 1935 : Baby Face Harrington de Raoul Walsh
- 1935 : Murder in the Fleet d'Edward Sedgwick
- 1935 : Imprudente Jeunesse (Reckless) de Victor Fleming
- 1935 : Calm Yourself de George B. Seitz

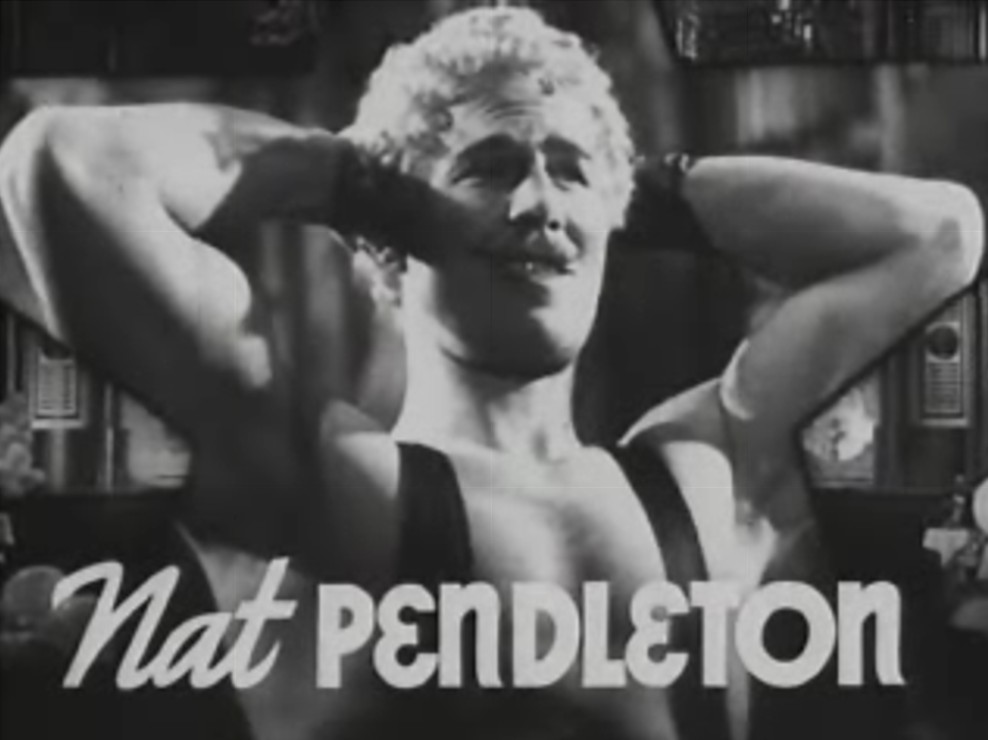
Dans Le Grand Ziegfeld (1936)

- 1935 : It's in the Air de Charles Reisner
- 1936 : Trapped by Television de Del Lord
- 1936 : Sworn Enemy (en) d'Edwin L. Marin
- 1936 : L'Affaire Garden (The Garden Murder Case), d'Edwin L. Marin
- 1936 : Le Grand Ziegfeld (The Great Ziegfeld) de Robert Z. Leonard
- 1936 : À New York tous les deux (en) (The Luckiest Girl in the World) d'Edward Buzzell
- 1936 : Le Billet fatal (Two in a Crowd) d'Alfred E. Green
- 1936 : Frivolités (Sing me a Love Song) de Ray Enright
- 1937 : Sous le voile de la nuit (Under Cover of Night) de George B. Seitz
- 1937 : Life begins in College de William A. Seiter
- 1938 : Swing Your Lady de Ray Enright
- 1938 : Le Retour d'Arsène Lupin (Arsène Lupin returns) de George Fitzmaurice
- 1938 : Règlement de comptes (Fast Company) d'Edward Buzzell
- 1938 : L'Ange impur (The Shopworn Angel) d'Henry C. Potter
- 1938 : Chasseurs d'accidents (The Chaser) d'Edwin L. Marin
- 1938 : La Foule en délire (The Crowd Roars) de Richard Thorpe
- 1938 : Le Jeune docteur Kildare (Young Dr. Kildare) de Harold S. Bucquet
- 1939 : Le monde est merveilleux (It's a Wonderful World) de W. S. Van Dyke
- 1939 : Burn 'Em Up O'Connor d'Edward Sedgwick
- 1939 : On demande le docteur Kildare (Calling Dr. Kildare) de Harold S. Bucquet
- 1939 : 6000 Enemies de George B. Seitz
- 1939 : On Borrowed Time d'Harold S. Bucquet
- 1939 : Un jour au cirque (At the Circus) d'Edward Buzzell
- 1939 : Le Secret du docteur Kildare (The Secret of Dr. Kildare), de Harold S. Bucquet

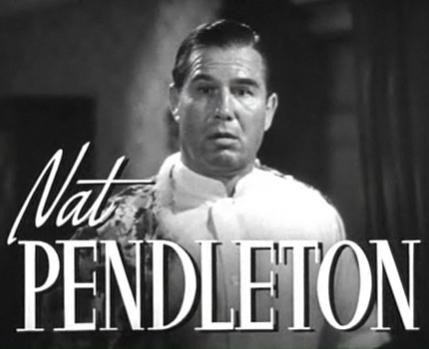
Dans Dr. Kildare goes Home (1940)

- 1939 : Nick joue et gagne (Another Thin Man) de W. S. Van Dyke

### Années 1940
- 1940 : L'Étrange Cas du docteur Kildare (Dr. Kildare's Strange Case) de Harold S. Bucquet
- 1940 : Phantom Raiders de Jacques Tourneur
- 1940 : The Ghost Comes Home de Wilhelm Thiele
- 1940 : Dr. Kildare goes Home d'Harold S. Bucquet
- 1940 : The Golden Fleecing (en) de Leslie Fenton
- 1940 : Le Grand Passage (Northwest Passage) de King Vidor
- 1940 : Dr. Kildare's Crisis (en) d'Harold S. Bucquet
- 1940 : L'Île des amours (New Moon) de Robert Z. Leonard et W. S. Van Dyke
- 1940 : L'Appel des ailes (Flight Command), de Frank Borzage
- 1941 : Deux Nigauds soldats (Buck Privates) d'Arthur Lubin
- 1941 : Top Sergeant Mulligan de Jean Yarbrough
- 1942 : Dr. Gillespie's New Assistant de Willis Goldbeck
- 1942 : Jail House Blues de Albert S. Rogell
- 1942 : On demande le docteur Gillespie (Calling Dr. Gillespie) de Harold S. Bucquet
- 1942 : The Mad Doctor of Market Street de Joseph H. Lewis
- 1943 : Dr. Gillespie's Criminal Case de Willis Goldbeck
- 1943 : Swing Fever de Tim Whelan
- 1946 : Death Valley de Lew Landers
- 1947 : Deux Nigauds démobilisés (Buck Privates come Home) de Charles Barton
- 1947 : Scared to Death de Christy Cabanne

## Théâtre
Pièces jouées à Broadway
- 1925-1926 : Naughty Cinderella d'Avery Hopwood, d'après René Peter et Henri Falk
- 1928-1929 : The Grey Fox de Lemist Esler, avec Edward Arnold, Henry Hull, Warren Hymer, J. M. Kerrigan, George Tobias
- 1929 : My Girl Friday de (et mise en scène par) William A. Grew